# Schlacht bei Nancy
Neuss – Héricourt – Planta – Grandson – Murten – Nancy
Die Schlacht bei Nancy am 5. Januar 1477 war die letzte Auseinandersetzung der Burgunderkriege zwischen Herzog Karl dem Kühnen von Burgund und der Niederen Vereinigung, die sich 1474 zwischen der Eidgenossenschaft, einigen elsässischen Reichsstädten, dem habsburgischen Regenten von Vorderösterreich, den Bischöfen von Basel und Straßburg sowie dem Herzogtum Lothringen gebildet hatte.

## Verlauf

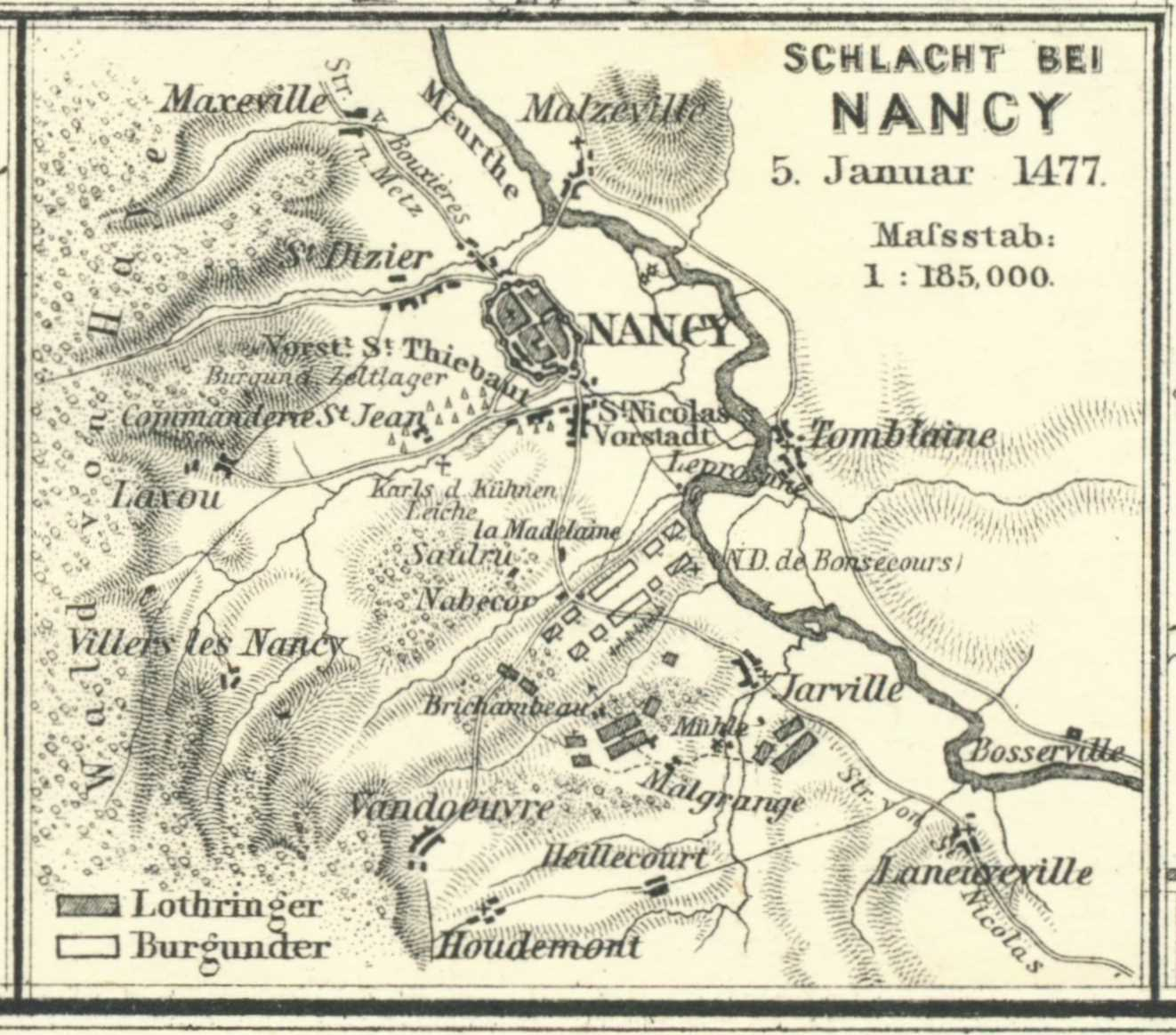
Übersichtsplan von 1879

Herzog Karl der Kühne kehrte nach der Schlacht bei Murten nach Burgund zurück und wandte sich im Herbst 1476 mit einem neuen Heer gegen das Herzogtum Lothringen. Während er die lothringische Hauptstadt Nancy trotz des Wintereinbruchs belagerte, stellte der lothringische Herzog René II. ein Heer aus seinen Vasallen sowie seinen Verbündeten aus der Niederen Vereinigung zusammen.
In der Nähe von Nancy traf das burgundische Heer von etwa 15.000 Mann mit dem Aufgebot Renés II. von insgesamt ungefähr 19.000 Mann am 5. Januar 1477 zusammen. Kurz vor der Schlacht ging der Oberbefehl von René von Lothringen auf Wilhelm Herter und Oswald von Thierstein über, da der Rat der Hauptleute den militärisch unerfahrenen Herzog für überfordert hielt. Im Anschluss wurden die Truppen neu formiert. Der Herzog erhielt eine Schutztruppe von 100 umsichtigen Bernern zugeordnet, die ihn während der Schlacht begleiteten. Im Schneetreiben gelang es den verbündeten Söldnern, eine Anhöhe in der Flanke des burgundischen Heeres zu besetzen. Von dort aus nahmen rund 8000 der verbündeten Söldner unter der Führung Wilhelm Herters die Stellungen der verschanzten Burgunder im Sturmangriff. Der größte Teil des burgundischen Fußvolks ertrank im Fluss Meurthe. Die Überlebenden wurden bis vor die Tore der Festung Metz verfolgt.
Karl der Kühne wurde auf der Flucht vermutlich von elsässischen oder eidgenössischen Söldnern durch zwei Lanzenstiche in den Oberschenkel und in den Unterleib verwundet und starb dann an einem Halbartenhieb, der ihm den Schädel spaltete. Seine geplünderte und entstellte Leiche wurde in der Nacht auf den 7. Januar nahe einem Weiher wenige hundert Meter von seiner Stellung in der Schlacht entfernt gefunden. Herzog René ließ Karl zunächst in seiner Hofkirche St-Georges in Nancy wie eine Siegestrophäe bestatten. Zwei Schrifttafeln setzten eine antiburgundische Note. Später wurde der Sarg in die Liebfrauenkirche in Brügge überführt.
Die früheste Darstellung der Schlacht in der zeitnahen pfettisheimschen Reimchronik von 1477 zeigt den Moment des Sturmangriffs der österreichischen und eidgenössischen Söldner, die von Wilhelm Herter (erkennbar an der Feder) angeführt werden.

## Gedenken
Das Schlachtfeld, damals vor den Mauern der Stadt gelegen, ist heute überbaut. Im Süden von Nancy befindet sich die Kirche Notre-Dame-de-Bonsecours, ein Nachfolgebau der unmittelbar nach der Schlacht auf dem Schlachtfeld errichteten Gedenkkapelle. Westlich der Altstadt an der Stelle, an der Karl der Kühne tot aufgefunden wurde, erinnert an ihn das Gedenkkreuz Croix de Bourgogne auf dem Place de la Croix-de-Bourgogne.

## Bilder

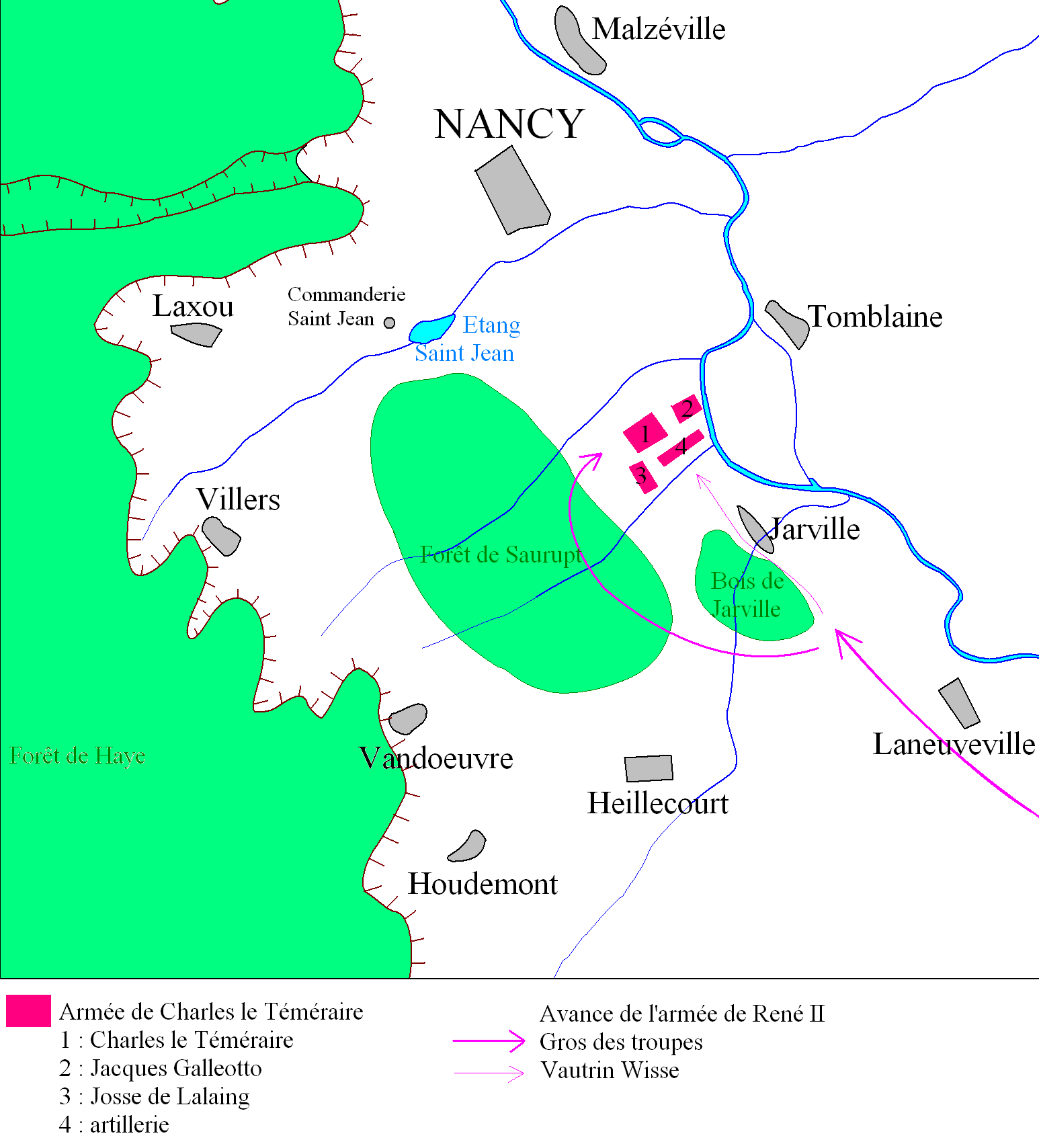
Schlachtplan
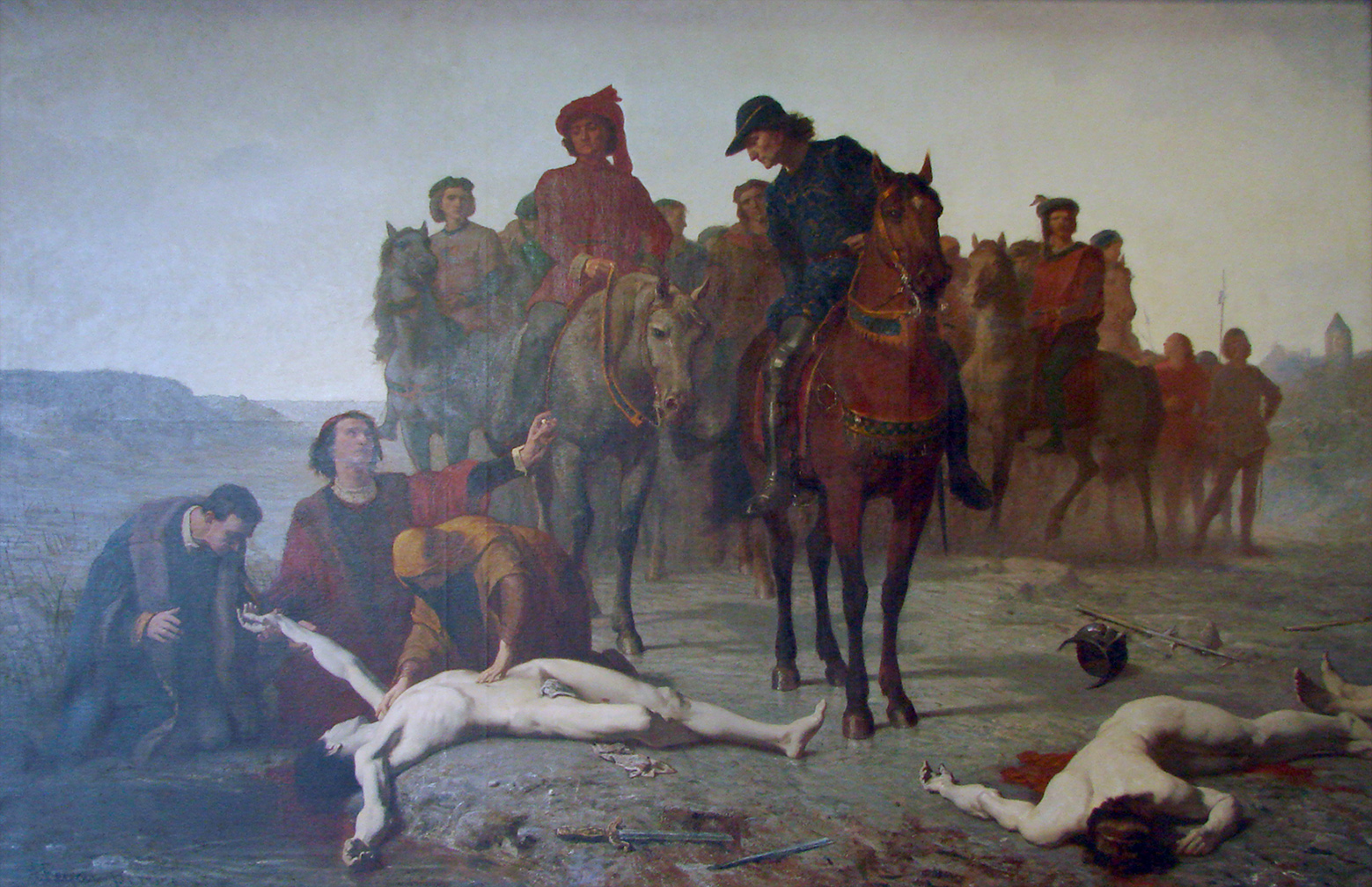
Historistische Darstellung der Auffindung des Körpers Karls des Kühnen
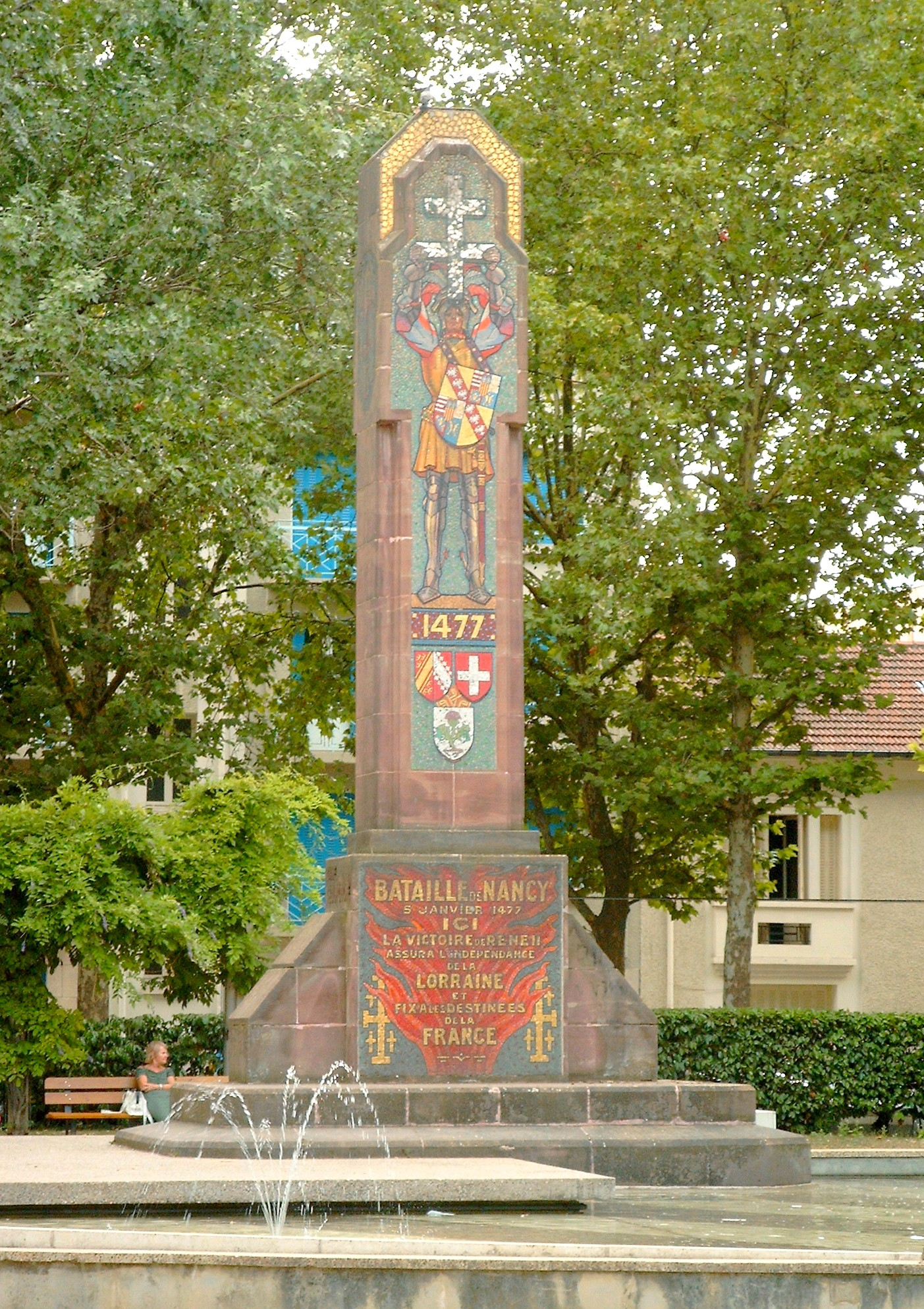
Denkmal der Schlacht in Nancy (Croix de Bourgogne)